# Les Schtroumpfs noirs
Les Schtroumpfs noirs (em Portugal Os Estrumpfes Pretos, no Brasil Strunfs Pretos) é o primeiro álbum da série de quadrinhos franco-belga Les Schtroumpfs em língua francesa criada pelo artista belga Peyo. Foi publicado pela primeira vez como um álbum em 1963, mas as histórias contidas já haviam sido publicadas na revista Spirou. A história principal Les Schtroumpfs noirs foi publicada pela primeira vez no número 1107 (2 de julho de 1959).
Além do título, ele contém duas outras histórias: Le Schtroumpf Volant e Le Voleur de Schtroumpfs.

## Parcelas
Em uma pequena vila de cogumelos vivem os Schtroumpfs, pequenas criaturas humanoides de pele azul. Um dia, um deles é picado por uma mosca negra que deixa sua pele preta, reduz seu vocabulário à palavra "gnap!" E faz com que ele fique furioso. Ele pula e morde outros Schtroumpfs no rabo, o que os transforma em Schtroumpfs pretos também. Logo, quase todos na vila se tornaram um Schtroumpf preto, e Le Grand Schtroumpf, o líder, tenta encontrar uma cura e interromper a epidemia de morder a cauda. A cura é encontrada no pólen da magnólia, que é coletado em grande quantidade e carregado em foles de lareira para ser usado como armas de longo alcance contra Schtroumpfs contaminados. O Schtroumpf preto precisa inalar o pólen, que, após um espirro alto e poderoso, faz com que ele volte ao seu habitual bonom de pele azul. Uma grande batalha é travada fora da vila, quando a horda negra de morder a cauda se aproxima, ameaçando destruir a civilização Schtroumpf para sempre.
O primeiro Schtroumpf preto a ser transformado, entretanto, recupera alguma aparência de engenhosidade e se pinta de azul para evitar ser pulverizado pelo antídoto movido a pólen. Isso lhe permite emboscar vários Schtroumpfs normais e reverter o resultado do confronto. No final, apenas Le Grand Schtroumpf ainda está de pé. Ele corre para o laboratório para recarregar os foles, mas é mordido enquanto o faz. Quando ele se vira, ele deixa o grande pote de pólen cair no fogo, o que faz com que todo o laboratório exploda. A nuvem de pólen resultante desce sobre os Schtroumpfs negros, revertendo-os à normalidade de uma vez por todas.
Esta é a única história em quadrinhos dos Schtroumpfs em que um Schtroumpf é visto sem chapéu. Le Grand Schtroumpf fica impressionado com a explosão final, revelando uma cabeça careca. Em uma aventura posterior, "L'Œuf et les Schtroumpfs", é revelado que a personalidade melancólica e insociável de Le Schtroumpf Grognon se deve aos efeitos duradouros da mosca que o mordeu. No desenho da Hanna-Barbera, Schtroumpf Paresseux é mordido pela mosca.
Mais tarde, essa história foi usada como base para um episódio do desenho animado The Smurfs da Hanna-Barbera, embora a cor da pele tenha mudado de preto para roxo, a fim de evitar possíveis conotações raciais, o episódio recebeu o título de The Purple Smurfs, traduzido como Os Smurfs Roxos.
Seguidores da ficção zumbi observaram as semelhanças entre a trama de Os Schtroumpfs Negros e a do filme Night of the Living Dead de George A. Romero (1968), que introduziu um novo arquétipo de zumbis que mais tarde seria usado em outras obras de ficção: O Apocalipse Zumbi, onde pragas de zumbis que infectam as pessoas vivas, tornando-as violentas, irracionais e descontroladas, como os Schtroumpfs negros. No entanto, havia outros trabalhos de ficção que também poderiam ser considerados precedentes desse arquétipo de zumbi.
Esta é a primeira aparição de Gargamel no cânone dos Schtroumpfs, e seu motivo para roubar Schtroumpfs é esclarecido aqui, embora tenha sido um pouco inconsistente na série animada.

## Publicação
No Brasil, foi publicado em 1975 pela Editora Vecchi como "Strunfs Pretos" e em Portugal, em 1980 pela editora Pública como "Os Estrumpfes Pretos".
O quadrinho foi relançado em 2010 para o mercado americano como "The Purple Smurfs" por Papercutz em setembro de 2010. Traduzido por Joe Johnson, este contém uma terceira história diferente, chamada The Smurf and His Neighbors. Em vez disso, The Smurfnapper foi publicado em uma história em quadrinhos especial publicada por Papercutz em julho de 2010.

## Outras mídias
- Em 1961, Les Schtroumpfs noirs foi adaptado na série animada Les Schtroumpfs, o episódio e outros quatro episódios foram reunidos como um filme intitulado Les Aventures des Schtroumpfs (1965).

- Na série animada The Smurfs, o álbum foi adaptado como The Purple Smurf.